# Меса Нотр-Дам

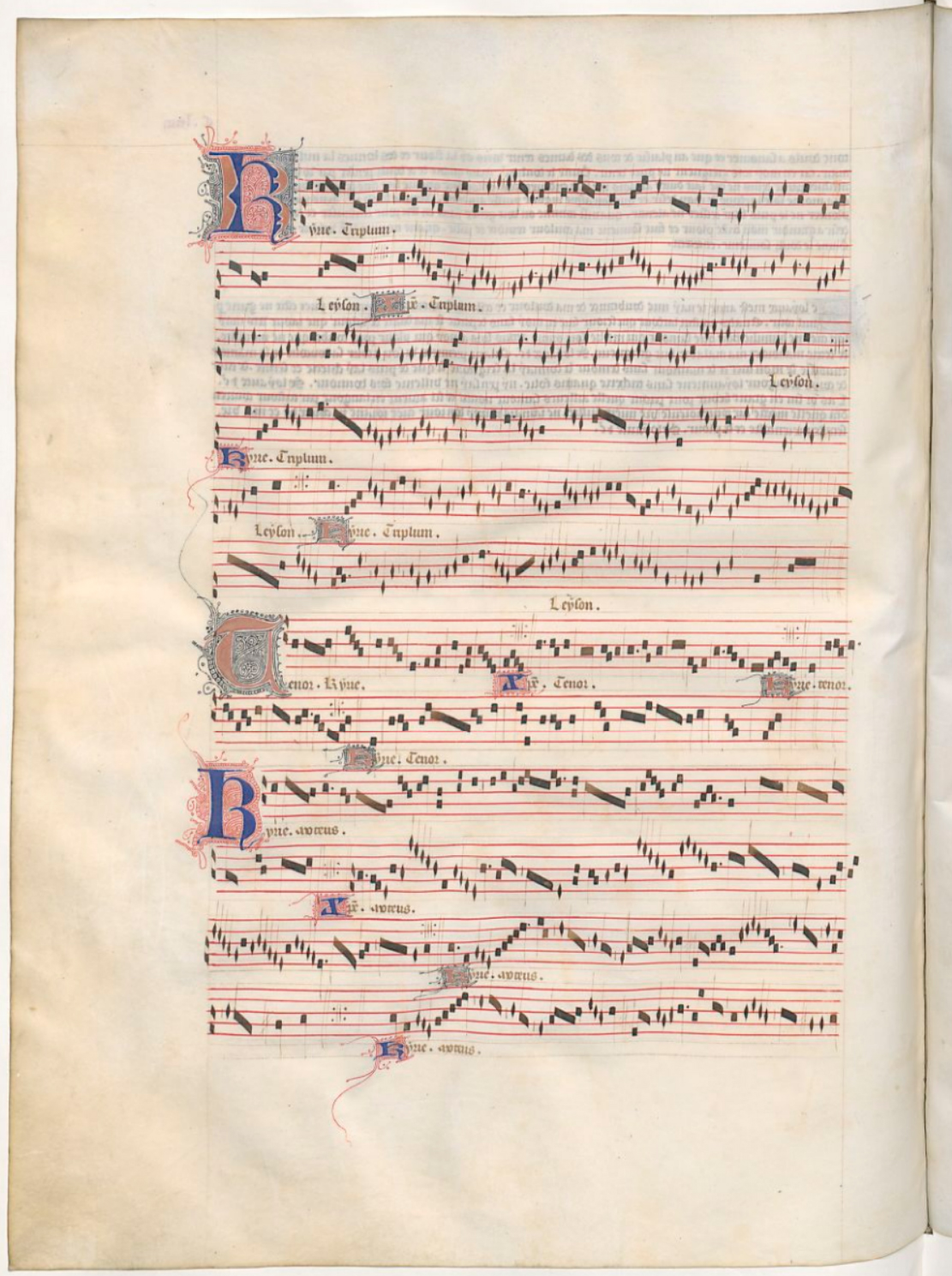
Частина Kyrie із Messe de Nostre Dame

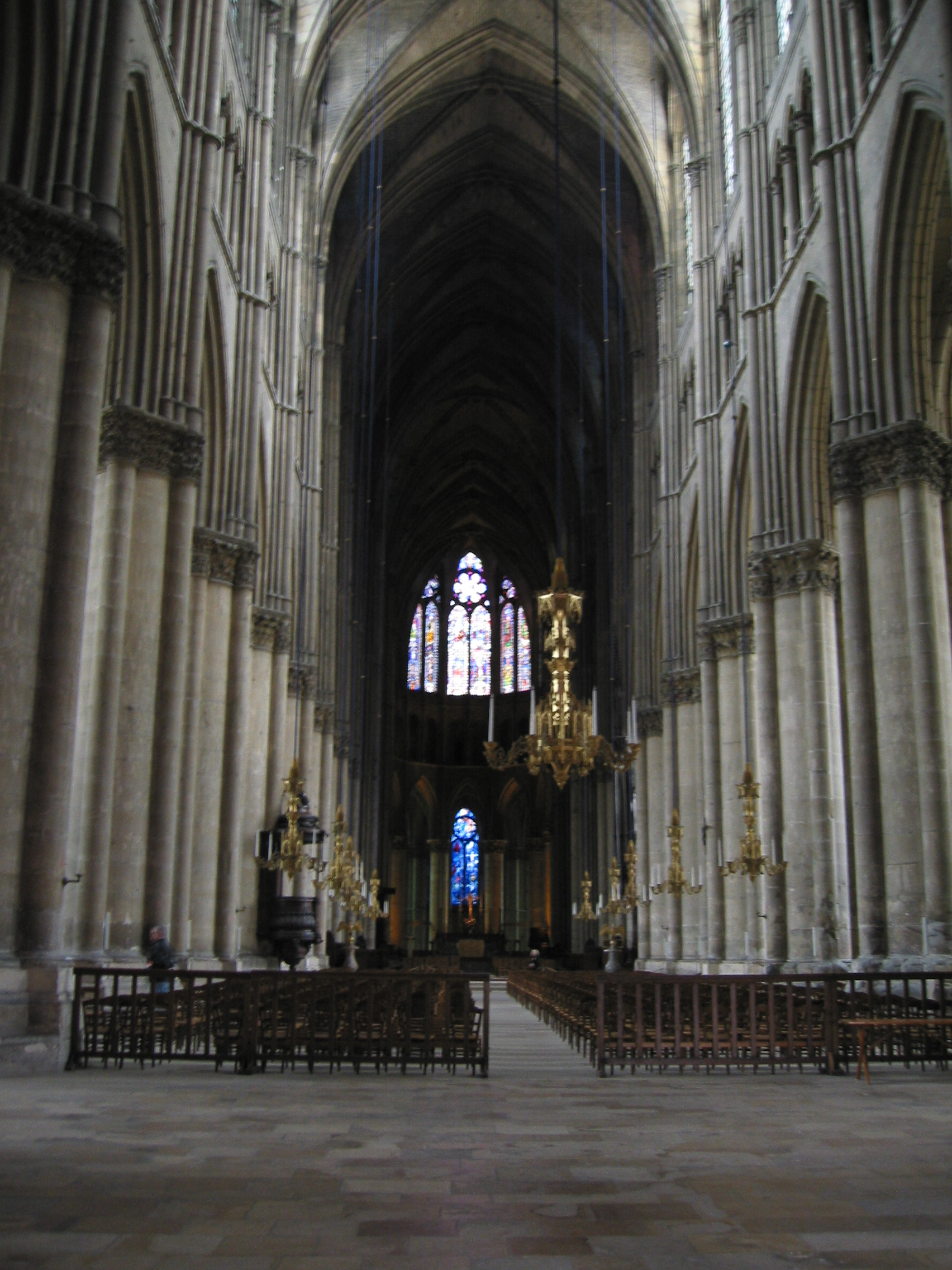
Вид на неф Реймського собору

Меса Нотр-Дам (франц. Messe de Notre Dame) — поліфонічна меса, написана до 1365 року французьким поетом та композитором Ґійомом де Машо (близько 1300—1377). Є одним з шедеврів середньовічної та богослужбової музики. Меса є першою авторською месою, тобто месою, яка написана повністю одним композитором на повний текст ординарію.

## Ґійом де Машо
Ґійом де Машо́ (Франц: Guillaume de Machaut, близько 1300 — квітень 1377) —це французький поет і композитор. Він є автором понад 400 віршів (тільки збережених) та невизначеної кількості втрачених творів. Цього автора часто називають одним з найважливіших представників музичної школи Ars nova. Поет народився близько 1300 року на околицях Реймса. З 1323 по 1346 був секретарем і придворним поетом Іоанна Люксембурзького. Призначався каноніком у Вердені, Аррасі. Певний час після смерті Іонна перебував при дворах у дворах Наварри: Герцога Беррійського і Карла Нормандського. Певний час йому покровительствував П'єр II Лузіньян, король Кіпру, відвідував дофін Франції. Помер у квітні 1377 року.

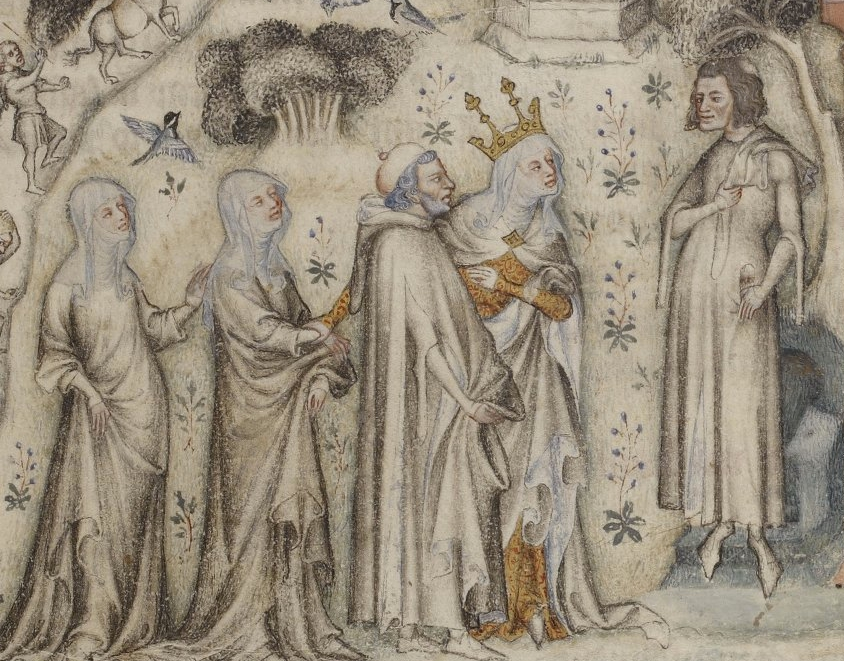
Гійом де Машо (у центрі) приймає милості від Природи, на мініатюрі XIV століття

## Структура
Меса Нотр-Дам складається із п'яти частин: Киріе елейсон, Gloria in excelsis Deo, Кредо-Віпую, Sanctus-Свят,Агнець, Ite, missa est.
Меса написана для виконання чотирма голосами, замість традиційних трьох. Машо додав партію контратенора, яка інколи замінює тенор на найбільш низьких нотах.

## Уніфікація
В послідовності меси частини ординарію не виконуються поспіль, а бувають розділені молитвами та читаннями. Уніфікація стилю, прийнята Машо — це перша спроба представити ординарій меси у вигляді єдиного по стилю послідовності. В результаті ординарій міг сприйматися як витвір мистецтва, і композитори більш пізнього часу стали наслідувати досвід Машо.

## Ціль написання та стиль
Машо створив свою мессу для Реймського собору, в якому він відправляв служби. Згідно записам, знайденим в Соборі, меса, скоріше за все, виконувалоась під час суботньої богородичної меси. Деякі вчені роблять припущення, що, наперекір найпулярнішій думці, Машо почав служити в соборі тільки в кінці 1350-их, так що меса була створена в якості посвяти, на честь початку служіння в соборі. Також вважається, що згідно із заповітом Гійома та його брата Жана, також каноника в соборі, після їх смерті меса стала виконуватися на честь їхньої пам'яті. Як би то не було, ніякі особливі спроби виконання (якщо вони і були) не знаходять стовідсоткового підтвердження.
Можливо, Машо був знайомий із Турнейською месою, ще більш раньою поліфонічною месою, також 14 століття, кожна із частин якої була написана різноманітними композиторами. «Глорія» та «Вірую» меси Нотр-Дам меють деяку схожість із Турнейською месою, а саме музичний вступ без тексту та довгий мелізматичний «амінь». Останні чотири частини меси Машо написані на текст меси в мотетному стилі .

## Записи
Рані записи «Меси Нотр-Дам» були зроблені в 1956 році Зефордом Кейпом (Safford Cape) для серії Archiv Produktion Deutsche Grammophon. У 1951 році були зроблені нові записи Dessoff Choirs під управлінням Пола Беппла (Paul Boepple).У 1936 році записали Les Paraphonistes de Saint-Jean-des-Matines під управлінням Гійома де Вана (Guillaume de Van), але це був запис тільки деяких частин меси.
Сучасні записи включають:
- Guillaume de Machaut: Messe de Nostre Dame. (1984), Taverner Consort and Taverner Choir під управлінням Andrew Parrott (EMI ASD1435761)

- Guillaume de Machaut: Messe de Nostre Dame. (1993), Хіллард-ансамбль під управлінням Paul Hillier (Hyperion CDA66358)

- Early Music — Machaut: La Messe De Nostre Dame, Le Voir Dit (1996), Oxford Camerata під управлінням Jeremy Summerly (Naxos 553833)

- Guillaume de Machaut — Messe de Notre Dame. (1996), Ensemble Organum під управлінням Marcel Peres

- Guillaume de Machaut: Messe de Nostre Dame. (2000) Ensemble Gilles Binchois під управлінням Dominique Vellard (Cantus 9624)

- Guillaume de Machaut: Messe de Nostre Dame. (2008) Diabolus in Musica під управлінням Antoine Guerber (Alpha 132)